# Josef Bayer
Josef Bayer (Bécs,  1852. március 6. – Bécs, 1913. március 12.) osztrák zeneszerző, a Bécsi Udvari Balett igazgatója 1883-tól haláláig, 30 éven át.

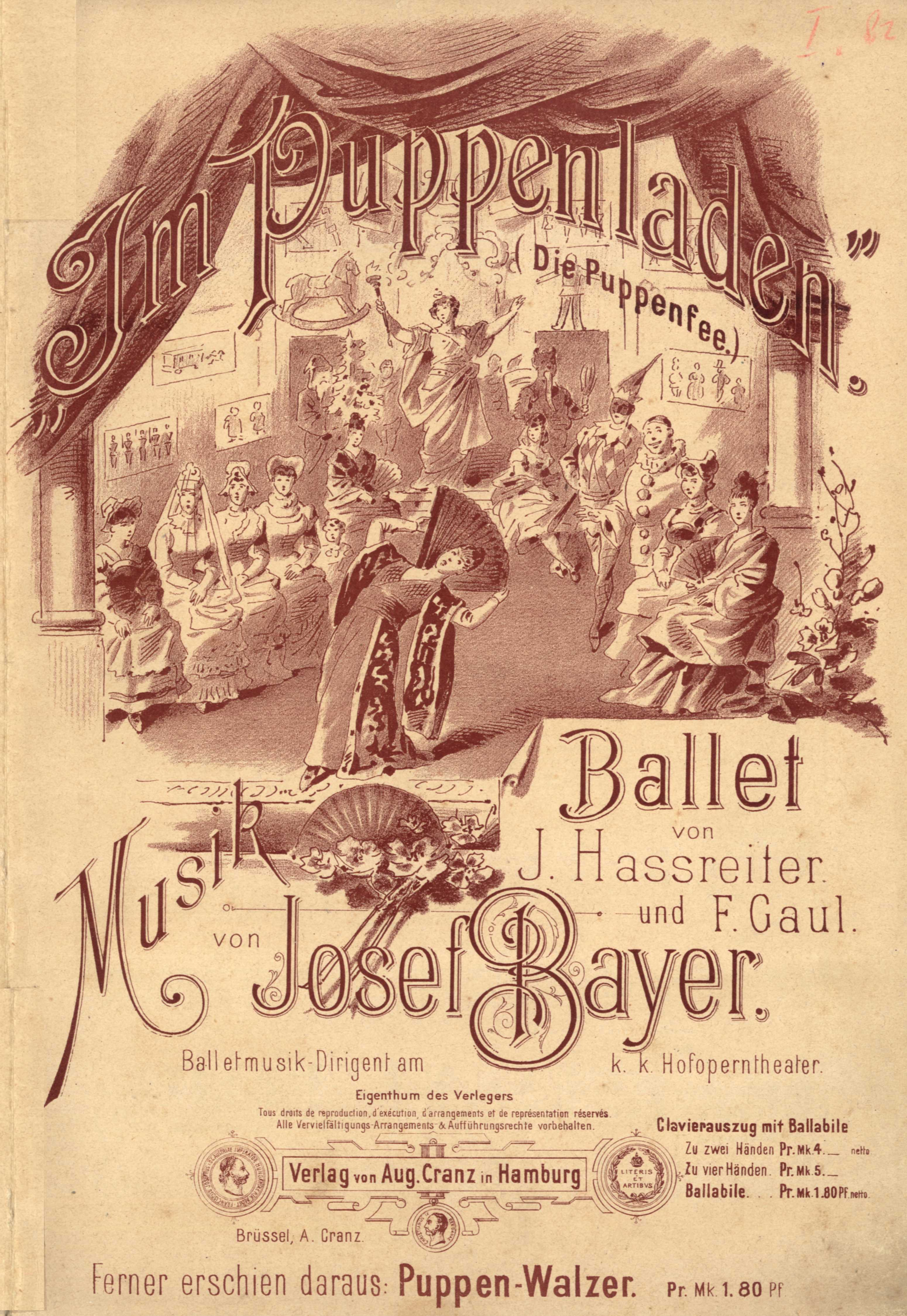
Az Im Puppenladen zongorapartitúrájának borítója, később a Die Puppenfee-ben átdolgozva

## Élete
A Bécsi Konzervatóriumban tanult Josef Hellmesbergernél, Anton Brucknernél és Otto Dessoffnál, 1870–1898 között a Wiener Hofoper (Bécsi Udvari Operazenekar) hegedűművésze volt.
Bár több mint húsz egyfelvonásos balettet készített, köztük a Die Braut von Koreát is, leginkább az 1888-as Die Puppenfee (A babatündér) emlékeztet rá, amelyet Im Puppenladen („A bababoltban”) címen kezdtek játszani. Ez volt az utolsó osztrák udvari balett, és Bécsi Állami Operaház repertoárján is szerepel.
Bayer barátságban volt Ifj. Johann Strauss bécsi keringőszerzővel, és ő volt az, aki 1900-ban befejezte Strauss befejezetlen Hamupipőke című balettjét. Valójában Strauss már 1899-ben meghalt, így a mű teljes vázlata hangszerelés nélkül maradt. Bayer korábban Strauss Arany Jubileumáról karmesterként és zeneszerzőként emlékezett meg Rund um Wien című, külön ez alkalomra komponált balettjével 1894-ben, amelyet a Bécsi Állami Operaházban mutattak be.
Bayer több operettet is komponált, köztük a Der Chevalier von San Marco (1882), a Mister Menelaus (1896), a Fräulein Hexe (1898), a Der Polizeichef (1904), a Spitzbub & Cie (1907) és a Das Damenduell (1907) címűeket.
1913-ban halt meg, a bécsi Zentralfriedhofban nyugszik.

## Fordítás
Ez a szócikk részben vagy egészben  a   Josef Bayer című olasz Wikipédia-szócikk ezen változatának fordításán alapul.  Az eredeti cikk szerkesztőit annak laptörténete sorolja fel. Ez a jelzés csupán a megfogalmazás eredetét és a szerzői jogokat jelzi, nem szolgál a cikkben szereplő információk forrásmegjelöléseként.

## Weblinks
- Eintrag zu Josef Bayer (Komponist) a Österreichisches Biographisches Lexikonban (németül)